# Sexofobia
Sexofobia é o medo dos órgãos sexuais ou atividades sexuais e, num sentido mais amplo, o medo da sexualidade. Como tal, pode ser aplicado para a atitude de uma pessoa com base em sua formação educacional, experiências pessoais e psíquicas, ou para a posição geral de entidades coletivas, como grupos religiosos, instituições ou estados.

## Sexofobia e religião
A sexualidade é regulada nas três principais religiões monoteístas através do conceito de pecado. Por exemplo, no Islã há uma série de proibições designado haram, dos quais zina condenar especificamente muitos tipos de relações sexuais que são vistos como impuro. Outras religiões como o budismo predica também uma renúncia do sexo, que pode eventualmente levar a sexofobia.

### Catolicismo romano
A sexofobia tem uma história longa e complexa relacionada com a Igreja Católica Apostolica Romana, desde o seu início. A Igreja condenou práticas como a masturbação e o gozo geral do corpo em favor da castidade e automortificação. O filósofo francês Michel Foucault, em seu livro A História da Sexualidade, analisa como a igreja desenvolveu um discurso sobre a sexualidade através do ritual da confissão. Na verdade, padres católicos teve de confessar se eles tinham cometido qualquer dos pecados da carne, mas também se tinha pensado em fazer, ou desejar. Na Alta Idade Média (900 - 1300), a confissão era reservado aos sacerdotes, mas a igreja decidiu depois impor também aos paroquianos comuns a fim de generalizar as confissões do "pecado da carne". Uma análise do código sexual da Igreja Medieval revela que a sua lei básica era que o ato sexual era para ser realizado o mais raramente possível, já que o sexo ou ato sexual era considerado apenas para a procriação. As autoridades mais severas da Igreja incentivava seus rebanhos para evitar a coabitação completa, apesar de casados, pois aos olhos da Igreja não havia amor, só desejo. Um dos defensores da Igreja afirmou que, se um homem amou sua esposa apaixonadamente, ele tinha cometido um pecado pior do que o adultério. Os homens que estupra/molesta mulheres e crianças ou praticam poligamia, sodomia, concubinato, incesto, paixão, adultério e escravidão sexual, serão automaticamente condenados ao inferno, de acordo com a Igreja Católica Medieval. Entre o século IV até os anos 1500's, não existiam bordeis ou/e prostitutas em toda Itália e França, e quando passaram a existir eram raríssimos e muito restritivos, homens casados chegaram a ser ameaçados de pena de morte pelas autoridades. A Igreja condena também a prostituição e a pornografia.

## Sexofobia e o Estado

### União Sovietica
A União Soviética é frequentemente citado em estudos sobre sexofobia de estado, onde foi usado como meio repressivo para controlar a população, e mais especificamente os jovens. Esta atitude remonta a política de Lenin e Stalin, e foi utilizado pelo Partido Comunista da União Soviética de 1930 sobre a censura e destruir todos os tipos de obras de arte relacionadas com a sexualidade.

## Sexofobia e homofobia
A sexofobia como medo do sexo pode estar ligada a atitudes e comportamentos homofóbicos, Martin Kantor descreveu muitos homofóbicos como sendo basicamente sexofóbicos, que temem e detestam as relações sexuais, tanto entre parceiros do mesmo sexo e entre parceiros heterossexuais.